# Colletes dusmeti
Colletes dusmeti is een vliesvleugelig insect uit de familie Colletidae. De wetenschappelijke naam van de soort is voor het eerst geldig gepubliceerd in 1936 door Noskiewicz.